# 阿克洛奧斯
阿克洛奧斯（Ἀχελῷος）是希臘神話中的一位河神，歐開諾斯與忒堤斯的一個兒子。傳說阿克洛奧斯為了娶卡利敦國王俄紐斯的女兒德伊阿妮拉，變身為一頭牛並與海克力士決鬥，結果被海克力士打敗，德伊阿妮拉成為海克力士的妻子。阿克洛奧斯的女兒們即為賽蓮，一群以歌聲誘惑水手的水寧芙。
希臘西部的阿克洛奧斯河以他命名。